# David Hemblen
David Hemblen (Londres, Reino Unido, 16 de septiembre de 1941 - Toronto, Canadá, 16 de noviembre de 2020) fue un actor británico que trabajó frecuentemente en cine, televisión y teatros canadienses. Estuvo en la serie de televisión La tierra: conflicto final, interpretando a Jonathan Doors, e interpretó a papeles recurrentes en A Nero Wolfe Mystery y La Femme Nikita. Hizo la voz de Magnet en el programa X-Men: The Animated Series.

## Carrera artística
Hemblen interpretó al Reverendo Buckley en Where the Spirit Lives y como Septimius Fabius en Norman's Awesome Experience ambas en 1989, y apareció como el capitán inglés Christopher Newport en Pocahontas: The Legend en 1999. También apareció en varias películas de Atom Egoyan: The Sweet Hereafter en 1997, Where the Truth Lies en 2005, y Family Viewing en 1987, por lo que fue nominado a un premio Genie.